# Egon van Kessel
Egon van Kessel (né le 29 août 1956 à Kerkdriel) est un directeur sportif d'équipes cyclistes néerlandais. Au cours de sa carrière, il a notamment dirigé les équipes nationales néerlandaises. En 2018, il est directeur sportif de l'équipe continentale BEAT Cycling Club.

## Biographie
Egon van Kessel est coureur professionnel en 1979 au sein de l'équipe Container Repair.
De 1989 à 1994, il est chargé de la formation des jeunes coureurs à la KNWU. De 2001 à 2008, il est sélectionneur national des femmes et des catégories de jeunes. En 2005, il succède à Gerrie Knetemann, mort quelques mois auaparavant, en tant que sélectionneur national pour les hommes. En fin d'année 2008, son contrat avec la KNWU n'est pas réconduit. Au cours des sept années écoulées, les équipes qu'il a dirigées ont obtenu quinze médailles en championnats du monde et une médaille d'or olympique avec Leontien van Moorsel à Athènes en 2004. Pour ce titre, il reçoit le Olympic Coach Award du Comité olympique néerlandais.
En 2010 et 2011, Egon van Kessel est directeur sportif de l'équipe féminine Cervélo. En 2012, il dirige l'équipe masculine russe RusVélo, puis en 2013 l'équipe néerlandaise De Rijke-Shanks. Il revient au cyclisme féminin en 2014 dans l'équipe Tibco, puis chez Wiggle Honda en 2015 et 2016. En 2018, il devient directeur sportif de la nouvelle équipe continentale BEAT Cycling Club.